# Ebru Aytemur
Ebru Aytemur (* 25. April 1988 in Istanbul) ist eine türkische Schauspielerin und Model.

## Biografie
Aytemur wurde am 25. April 1988 en in Istanbul geboren. Sie studierte an der Bursa Uludağ Üniversitesi Wirtschaft. Danach setzte sie ihr Studium an der Başkent Üniversitesi fort.
Ihr Debüt gab sie 2010 in der Fernsehserie Adanalı. Danach war sie 2011 in Kanıt zu sehen. Außerdem wurde Aytemur 2012 für die Serie Ekip 1: Nizama Adanmış Ruhlar gecastet. 2015 spielte sie in Beyaz Yalan mit.
Unter anderem bekam sie 2016 in Kanıt: Ateş Üstünde eine Hauptrolle. Im selben Jahr trat sie in dem Film Kırıntılar auf. Von 2018 bis 2020 setzte Aytemur ihre Karriere in Bir Zamanlar Çukurova fort. Zwischen 2022 und 2023 spielte sie in Hayatımın Şansı eine Nebenrolle.

## Filmografie
Filme
- 2016: Kırıntılar

Serien
- 2010: Adanalı
- 2011: Kanıt
- 2012–2013: Ekip 1: Nizama Adanmış Ruhlar
- 2015: Beyaz Yalan
- 2016: Kanıt: Ateş Üstünde
- 2018: Babamin Günahları
- 2018–2020: Bir Zamanlar Çukurova
- 2021: Fandom
- 2022–2023: Hayatımın Şansı